# Cypridina americana
Cypridina americana är en kräftdjursart. Cypridina americana ingår i släktet Cypridina och familjen Cypridinidae. Inga underarter finns listade i Catalogue of Life.